# گلنارا سلتاناوا
گلنارا یوریونا سلتاناوا (روسی: Гюльнара Юрьевна Султанова؛ زادهٔ ۲۳ اوت ۱۹۷۵) فعال حقوق بشر و حقوق دگرباشان جنسی اهل روسیه است. وی فیستوال فیلم پهلوبه‌پهلو و سازمان دگرباشی جنسی آشکارسازی در روسیه را اداره می‌کند.
وی به خاطر سخنرانی‌های فراوانش در مدیا در مورد حقوق بشر افراد همجنس‌گرا معروف است. در سال ۲۰۱۰ داور جایزه تدی در جشنواره بین‌المللی فیلم برلین بود.